# شيماني ذهبي الحاجب
شيماني ذهبي الحاجب (الاسم العلمي: Carangoides chrysophrys) (بالإنجليزية: Longnose trevally)‏ هو نوع من الأسماك يتبع جنس الشيماني من فصيلة الشيميات.